# Kryzys abisyński
Kryzys abisyński – trwający od 5 grudnia 1934 do 3 października 1935 roku kryzys polityczny w Afryce Wschodniej. Jego przyczyną były roszczenia terytorialne faszystowskich Włoch względem Abisynii. Kryzys rozpoczął się od zastrzelenia przez Etiopczyków kilku włoskich żołnierzy w oazie Ueluel. Premierzy: brytyjski (Samuel Hoare) i francuski (Pierre Laval) stworzyli własny plan rozstrzygnięcia problemu. Abisynia miała oddać Włochom 40% swojego terytorium oraz dać im prawo do nieograniczonej ekspansji ekonomicznej na resztę swojego terytorium. Ta propozycja nie zadowoliła Włoch i oburzyła cesarza abisyńskiego. Mediacje zostały przerwane 3 października 1935 roku w momencie wkroczenia włoskich wojsk do Abisynii. Kryzys abisyński doprowadził do dymisji ówczesnych premierów Francji i Wielkiej Brytanii.